# الأميرالية (الجزائر)
الأميرالية الجزائرية قاعدة بحرية ترجع لعهد الاستعمار الفرنسي بالجزائر العاصمة وهي مقر القوات البحرية الجزائرية.

## وصلات خارجية
- وزارة الدفاع
- محمد بن موسات، عميد القوات البحرية الجزائرية.
- صحيفة العدو الإسرائيلي:” ترسانة الجيش الجزائري تقلق الموساد”